# Cylisticus gracilipennis
Cylisticus gracilipennis är en kräftdjursart som beskrevs av Gustav Budde-Lund 1879. Cylisticus gracilipennis ingår i släktet Cylisticus och familjen Cylisticidae. Inga underarter finns listade i Catalogue of Life.